# The Purge: Anarchy
The Purge: Anarchy (titulada 12 horas para sobrevivir en Hispanoamérica, y Anarchy: La noche de las bestias en España) es una película de acción y terror distópica estadounidense escrita y dirigida por James DeMonaco. La película está protagonizada por Frank Grillo, Carmen Ejogo, Zach Gilford, Kiele Sanchez y Zoë Soul. Edwin Hodge repitió su papel de la primera película. La película fue estrenada el 18 de julio de 2014, siendo la secuela de The Purge y la segunda entrega de la franquicia de The Purge.
La película recaudó más de $111 millones, recibiendo críticas mixtas de los críticos. Mientras que la primera película se ambientó por completo en una casa, Anarchy se desarrolla alrededor del área metropolitana de Los Ángeles y muestra más de lo que sucede a los alrededores durante la Purga. Una tercera película en la serie, The Purge: Election Year, fue estrenada el 1 de julio de 2016.

## Argumento
La población empobrecida de la nación ya no se ve como personas, sino como basura, estorbo viviente, a la que los ricos denuncian como que solo viven para satisfacer sus necesidades. Sin embargo, antes de que comience la Purga anual, un exitoso grupo de resistencia contra la Purga liderado por Carmelo Johns y su compañero, el extraño herido de la primera película, revelado como Dwayne Bishop, piratean las publicaciones del gobierno para denunciar a los Nuevos Padres Fundadores de América y sus verdaderas acciones.
En Los Ángeles, la camarera de clase trabajadora, Eva Sanchéz regresa a casa con su hija de diecisiete años, Cali, y su padre Rico, un enfermo terminal, que también desprecia a los Nuevos Padres Fundadores. Mientras Eva y Cali se preparan para hacer barricadas en su departamento, Rico se retira a su habitación para estar solo durante la Purga. Mientras las alarmas que dan inicio a la Purga comienzan a sonar, Rico se va en un limusina que estaba esperando, dejando una nota para su familia que revela que se ha vendido como una oferta de Purga a cambio de $100,000 a pagar a Eva y Cali después de la Purga. Ellas están angustiadas por esta situación.
Por otra parte, Shane y Liz, una pareja casada, visita una tienda de abarrotes, solo para ser emboscados por una pandilla de motociclistas enmascarados. Mientras se alejan para evitarlos, su auto se descompone, ya que la pandilla ha cortado su línea de combustible. Mientras tanto, un sargento fuera de servicio del Departamento de Policía de Los Ángeles, Leo Barnes, conspira para matar a Warren Grass. En contra de los ruegos de su esposa, Barnes sale a la calle fuertemente armado a bordo de un auto blindado, haciéndose pasar por un vigilante.
Mientras Shane y Liz intentan encontrar escondites más seguros, la Purga comienza. Eva y Cali son atacadas por su lujurioso superintendente Diego, quien se sintió insultado en el pasado por Eva, pero es baleado por un pelotón paramilitar, que captura a las mujeres para ofrecerlas a su líder, Big Daddy, para su propia Purga personal. Barnes pasa por la escena y las rescata después de matar a las tropas e hiriendo a Big Daddy. Ellos encuentran a Shane y Liz escondidos en el auto de Barnes y el grupo huye cuando Big Daddy les dispara, dañando el vehículo. Después de que el auto de Barnes se descompone, el grupo huye a pie, y Eva le promete a Barnes un nuevo auto de su compañera de trabajo, Tanya, a cambio de su protección. Mientras caminan por las hostiles calles de la ciudad, el grupo encuentra evidencia de que el grupo anti-Purgas han estado ganando terreno contra los purgadores, descubriendo un camión paramilitar rodeada por soldados que fueron asesinados a balazos por los combatientes de la resistencia. Después de liberar a Shane de una trampa y tomar armas del camión abandonado, el grupo se dirige al metro. Allí, una banda purgadora pirotécnica invade el túnel del metro, prendiendo fuego a los alrededores y quemando a las personas inocentes y causando caos. Shane es herido, pero el grupo logra escapar después de que él y Liz destruyen un tanque de propano con unas ametralladoras, explotando el vehículo todoterreno de la banda y matando a todos en su interior.
Después de correr por sus vidas, Eva, sin saberlo, es identificada por una cámara de tráfico que atrae a las tropas paramilitares a su ubicación en el apartamento de Tanya. El grupo llega a la casa de Tanya, pero descubren que no hay ningún auto allí. La familia de Tanya los recibe, ofreciéndoles comida y medicinas. Sin embargo, la hermana de Tanya, Lorraine, procede a asesinarla estando bajo los efectos del alcohol por acostarse con su esposo. El grupo deja a la familia a su suerte luego de un violento tiroteo dentro de la casa, solo para ser capturados por la pandilla enmascarada que emboscó a Shane y Liz anteriormente. Esta pandilla revela que no tienen intención de matar al grupo y los venden en una subasta, llevándolos a un teatro donde unos purgadores de clase alta se encuentran cazando humanos para matarlos. Después de que el grupo es forzado a entrar en la arena, Barnes somete y asesina a un purgador, tomando su arma y lentes de visión nocturna, usando los dispositivos para matar a varios otros atacantes y entregando sus armas a los demás antes de que la líder de los purgadores, Janice, pida seguridad para reprimir el levantamiento, mientras las fuerzas de seguridad se acercan a donde están, Shane es asesinado a tiros sorpresivamente por las fuerzas de seguridad. Mientras Liz llora por su muerte, el grupo anti-Purgas ataca el teatro usando una granada aturdidora, matando a las fuerzas de seguridad y los purgadores restantes; Liz decide quedarse con los combatientes de la resistencia para tomar represalias contra los asesinos de Shane, mientras Barnes, Eva y Cali se van; Barnes encuentra a Janice, sometiéndola a punta de pistola y amenazándola antes de dejarla irse del lugar a pie, dejándoles su auto a Barnes, Eva y Cali.
Momentos después Barnes, Eva y Cali conducen hasta un vecindario suburbano y se detienen en la casa de Warren Grass, donde el mismo Barnes les revela a Eva y Call que Grass mató a su hijo cuando este apenas llegaba de la escuela, mientras conducía en estado de ebriedad exactamente un año antes, pero fue absuelto de cualquier cargo por el juez de turno. Después de contar su historia, y a pesar de las súplicas de Eva y Cali, ingresa a la casa amenazando a Grass y a su esposa. Más tarde, Barnes sale de la casa cubierto de sangre, solo para ser impactado de varios disparos por Big Daddy, quien le revela que encontraron su auto abandonado y no les fue tan difícil deducir a donde iría durante la purga, también le comenta que los Nuevos Padres Fundadores creen que la Purga elimina a muy pocas personas de clase baja, por lo que en secreto habían creado escuadrones de la muerte para aumentar el número de muertos. Luego le comenta que la Purga tiene una regla no escrita: "No salvar vidas". Justo cuando está a punto de matar a Barnes, sorpresivamente Grass se aparece y le mete un disparo en la cabeza a Big Daddy, matándolo en el acto, revelando que Barnes eligió perdonarle la vida, ya que este sabía su hijo no hubiera querido que su padre cobrara venganza. Cuando el escuadrón de Big Daddy escuchan los disparos estos corren rápidamente hasta la entrada de la casa para tomar represalias, al mismo tiempo que Eva y Call aparecen, pero antes de que estos empiecen a dispararles las sirenas comienzan a sonar, anunciando el final de la Purga (y haciendo que la muerte de Big Daddy sea legal) y estos bajan su armas y se retiran del lugar. Finalmente, Grass lleva a toda velocidad a Eva, Cali y a un malherido Barnes al hospital mientras los servicios de emergencia se activan y helicópteros de noticias vuelan sobre la ciudad.
Finalizando la película, se muestra que son las 07:09 a. m. del 22 de marzo, indicando que faltan 364 días para la siguiente Purga.

## Reparto
- Frank Grillo como Leo Barnes.[4][5]
- Carmen Ejogo como Eva Sanchéz.
- Zach Gilford como Shane.
- Kiele Sanchez como Liz.
- Zoë Soul como Cali Sanchéz.
- Michael K. Williams como Carmelo Johns.
- Edwin Hodge como Dwayne/Dante Bishop.
- Justina Machado como Tanya.
- John Beasley como Rico Sanchéz.
- Jack Conley como Big Daddy.
- Brandon Keener como Warren Grass.
- Judith McConnell como Janice.
- Roberta Valderrama como Lorraine.
- Noel Gugliemi como Diego.
- Castulo Guerra como Barney.
- Niko Nicotera como Roddy.
- Cindy Robinson como la voz de anunciamiento de la Purga.

## Producción
El 10 de junio de 2013, Universal Pictures y Jason Blum anunciaron el desarrollo de la secuela después del éxito de The Purge. Inicialmente, se fijó una fecha de lanzamiento para el 20 de junio de 2014, aunque luego se retrasó hasta el 18 de julio.
La fotografía principal estaba en marcha en Los Ángeles cuando Blumhouse Productions lanzó su arte promocional de la cuenta regresiva de la Purga el 1 de enero de 2014. La filmación inició el 10 de febrero de 2014.

### Marketing
El primer tráiler de la película fue lanzado el 12 de febrero de 2014. El 27 de marzo, Universal Pictures lanzó otro tráiler de larga duración. Otro nuevo tráiler fue lanzado el 23 de junio.

### Medios caseros
The Purge: Anarchy fue lanzado en DVD y disco Blu-ray el 21 de octubre de 2014. El 12 de junio de 2018 se lanzó una versión 4K UHD en Blu-ray.

## Recepción

### Taquilla
The Purge: Anarchy recaudó $72 millones en Estados Unidos y $40 millones en otros países con un total mundial de $111.9 millones, frente a un presupuesto de $9 millones.
La película fue estrenada en Norteamérica en 3.303 salas de cine, y ganó $2.6 millones en su primera noche. En su fin de semana de estreno, la película recaudó $29.8 millones, terminando en segundo lugar detrás de Dawn of the Planet of the Apes. Esto fue aproximadamente $4 millones menos que la apertura de la primera película ($34 millones).

### Crítica
En Rotten Tomatoes, la película tiene una calificación de aprobación del 56% basada en 130 reseñas, con el consenso del sitio diciendo: "Valiente, repleta de momentos horrorosos y extraordinariamente ambiciosa, The Purge: Anarchy representa una ligera mejora respecto a su predecesora, pero aun así nunca logra ser tan inteligente o resonante como intenta aparentar". En Metacritic, la película tiene una puntuación de 50 sobre 100, basada en 32 reseñas, indicando "críticas mixtas o promedio".
Audiencias encuestadas por CinemaScore le dieron a la película una calificación promedio de "B" en una escala de A+ a F.

## Secuela y precuela
Una tercera película en la serie titulada The Purge: Election Year fue estrenada el 1 de julio de 2016. Una precuela retratando los orígenes del evento, The First Purge, fue estrenada el 4 de julio de 2018.